# Duke Didier
Duke Didier (ur. 20 kwietnia 1989) – australijski judoka.
Uczestnik mistrzostw świata w 2010, 2013, 2015. Startował w Pucharze Świata w latach 2009-2016. Piąty na igrzyskach wspólnoty narodów w 2014. Zdobył pięć medali mistrzostw Oceanii w latach 2011 - 2016. Mistrz Australii w 2011, 2014 i 2015 roku.